# Divan (riksråd)

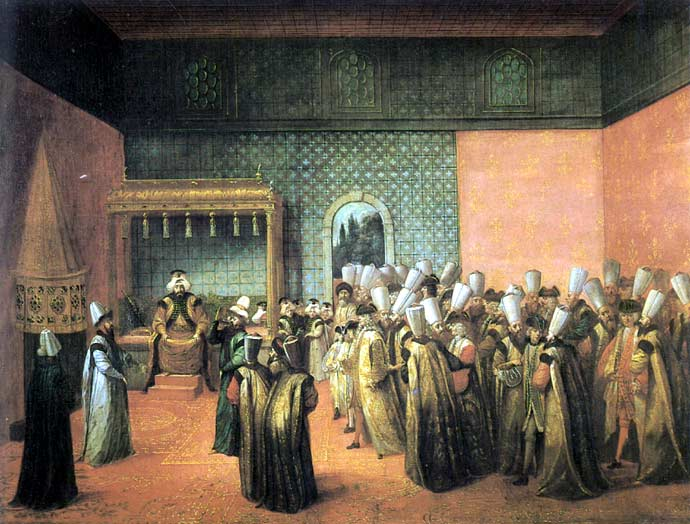
Den franske ambassadören vikomt d'Andrezel på audiens hos sultanen Ahmed III:s Diwan-i-Khas den 10 oktober 1724 (målning av Jean-Baptiste van Mour).

Divan (på persiska دیوان; på osmansk turkiska Dîwân eller Dîwân-i-Humâjûn Kalemi) kallades riksrådet i flera muslimska stater, främst det i Osmanska riket. Begreppet uppstod under Umar ibn al-Khattabs kalifat, då denne för det muslimska rikets administration lät kopiera det system som använts av det besegrade sassanidiska riket.

## I Osmanska riket
Från att ha varit en folkförsamling som avhölls till häst utvecklade sig den osmanska divanen mer och mer till ett ministerråd. Den kom att fungera som en sorts regering för riket och bestod av vesirer, jurister, teologer och andra högt uppsatta, såsom janitsjarernas överbefälhavare och riksamiralen. Rådet leddes ursprungligen av sultanen, men från 1500-talet av storvesiren.
Divanen sammanträdde regelbundet fyra dagar i veckan, från lördag till och med tisdag, i en sal vid seraljens andra gård. Förhandlingarna varade från morgonen till sent på eftermiddagen men avbröts två gånger av en gemensam måltid. Varje undersåte hade tillträde till sammanträdena och kunde frambära böneskrifter och anföra besvär, vars behandling sedan vanligen åter hänvisades till de enskilda departementen. Sedan sultanen inte längre själv var ordförande mottog han, efter varje veckas sammanträden, divanen i högtidlig audiens för att få en redogörelse för dess beslut.